# Chicago Symphony Orchestra

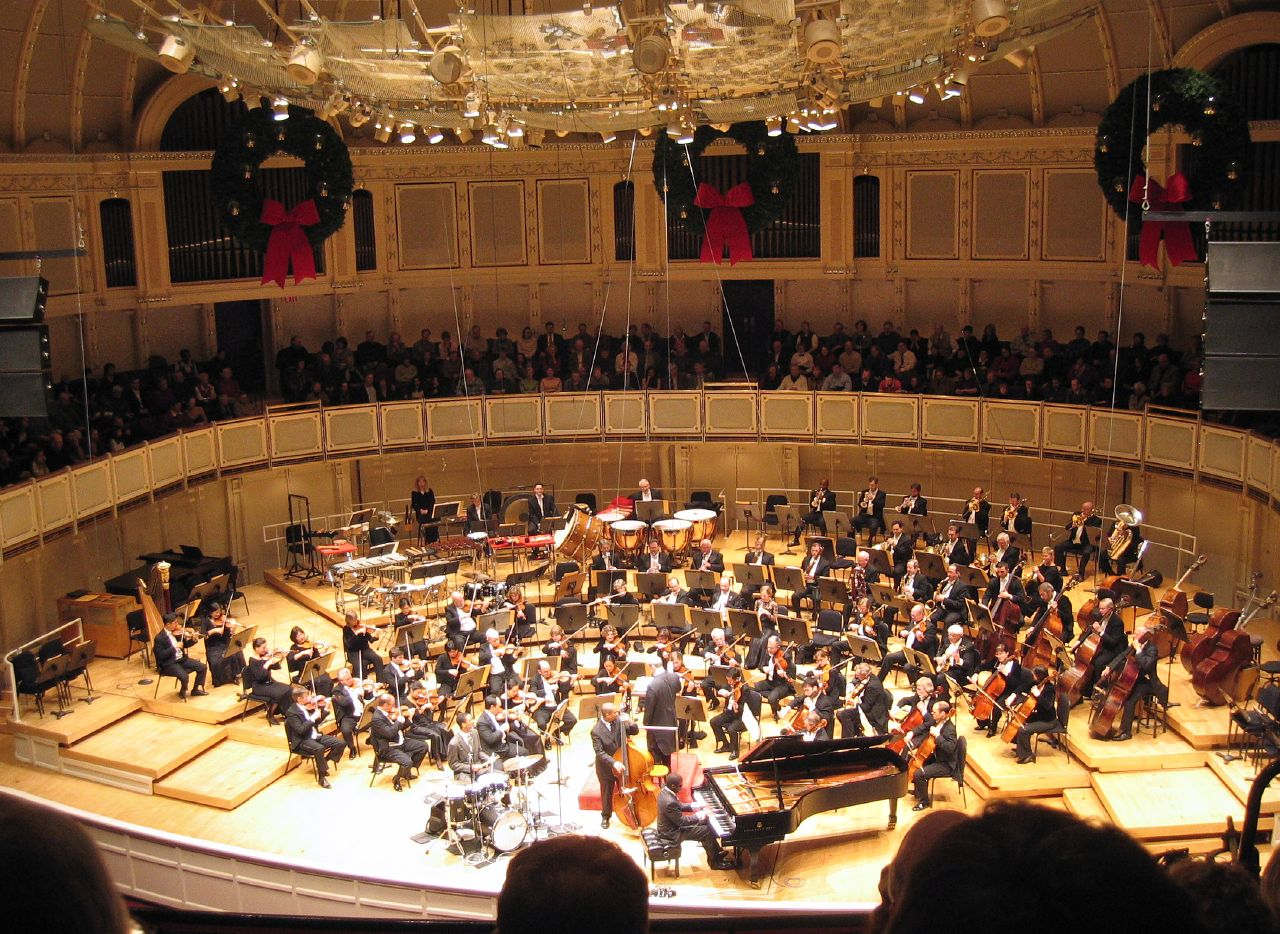
Chicago Symphony Orchestra i Symphony Center 2005.

Chicago Symphony Orchestra (CSO) är en amerikansk symfoniorkester i Chicago, Illinois. Den grundades 1891 av dirigenten Theodore Thomas och har sedan 1904 haft sin hemmascen i konserthuset Symphony Center i centrala Chicago.
Chicago Symphony Orchestra räknas till de symfoniorkestrar som kallas för "the Big Five" i USA (tillsammans med New York Philharmonic, Boston Symphony Orchestra, Philadelphia Orchestra och Cleveland Orchestra).

## Chefdirigenter
Chefsdirigenter (Music Directors) för Chicago Symphony Orchestra:
- 1891–1905: Theodore Thomas
- 1905–1942: Frederick Stock
- 1943–1947: Désiré Defauw
- 1947–1948: Artur Rodziński
- 1950–1953: Rafael Kubelík
- 1953–1962: Fritz Reiner (Musical Advisor 1962–1963)
- 1963–1968: Jean Martinon
- 1968–1969: Irwin Hoffman (tillförordnad)
- 1969–1991: Georg Solti
- 1991–2006: Daniel Barenboim
- 2006–2010: Bernard Haitink (Principal Conductor)
- 2010–2023: Riccardo Muti